# Leucolejeunea
Leucolejeunea là một chi rêu trong họ Lejeuneaceae.